# Snow Sharks
Snow Sharks (Originaltitel: Avalanche Sharks) ist ein kanadischer Horror-Fernsehfilm aus dem Jahr 2013. Der Film folgt der Hai-Horrorfilm-Welle von Sharknado – Genug gesagt! und Sand Sharks.

## Handlung
Zum Spring Break ist das Skiresort Twin Pines voller junger Menschen. Eine Lawine befreit einige dämonische Schneehaie, die das letzte Mal vor einem Vierteljahrhundert zugeschlagen haben, sodass sich fast niemand mehr an sie erinnert. Schon bald kehren die ersten Snowboarder nicht ins Tal zurück, doch der Betreiber des Skiresorts will nichts unternehmen, um den wirtschaftlich wichtigen Bikini Snow Day nicht zu gefährden. Erst als Zeugen auftauchen, die gesehen haben, wie bläulich schimmernde Finnen über dem Schnee erschienen sind und Menschen von Haien gefressen wurden, wird der Sheriff mit Hilfe eines US-Marines, der seinen Bruder an die Bestien verloren hat, und dessen Freundin aktiv, während nach und nach immer mehr Sportler und wenig bekleidete Frauen von den Haien gefressen werden. Als eine japanische Skifahrerin in den Bergen durch die Lawine umgerissene Holzzeichen wieder aufrichtet, verschwinden die Haie wieder.

## Produktion
Der Film wurde in kalifornischen Mammoth Lakes gedreht.

## Veröffentlichung
Der Film erschien am 1. Juli 2013 und in Deutschland am 30. Mai 2014 auf DVD.
Am 18. Dezember 2015 war Snow Sharks im Rahmen der Reihe Die schlechtesten Filme aller Zeiten (SchleFaZ) auf Tele 5 im deutschen Fernsehen zu sehen, wobei er von Oliver Kalkofe und Peter Rütten kommentiert wurde.

## Rezeption
„‚Snow Sharks‘ wühlen sich durch den Schnee eines Skiresorts, um sich unterbelichtete Skihäschen und nervtötende Möchtegernaufreißer hinter die Kiemen zu hauen. – Heißer Schrott“